# Fukuda Kensuke
Fukuda Kensuke (福田 健介, sinh ngày 24 tháng 7 năm 1984 ở Shizuoka) là một cầu thủ bóng đá người Nhật Bản từng gia nhập V-Varen Nagasaki.

## Thống kê sự nghiệp câu lạc bộ
Cập nhật đến ngày 23 tháng 2 năm 2017.
| Thành tích câu lạc bộ | Thành tích câu lạc bộ | Thành tích câu lạc bộ | Giải vô địch | Giải vô địch | Cúp                   | Cúp                   | Cúp Liên đoàn | Cúp Liên đoàn | Tổng cộng | Tổng cộng |
| Mùa giải              | Câu lạc bộ            | Giải vô địch          | Số trận      | Bàn thắng    | Số trận               | Bàn thắng             | Số trận       | Bàn thắng     | Số trận   | Bàn thắng |
| Nhật Bản              | Nhật Bản              | Nhật Bản              | Giải vô địch | Giải vô địch | Cúp Hoàng đế Nhật Bản | Cúp Hoàng đế Nhật Bản | J. League Cup | J. League Cup | Tổng cộng | Tổng cộng |
| --------------------- | --------------------- | --------------------- | ------------ | ------------ | --------------------- | --------------------- | ------------- | ------------- | --------- | --------- |
| 2007                  | Tokyo Verdy           | J2 League             | 15           | 0            | 1                     | 0                     | -             | -             | 16        | 0         |
| 2008                  | Tokyo Verdy           | J1 League             | 17           | 0            | 1                     | 0                     | 4             | 0             | 22        | 0         |
| 2009                  | Tokyo Verdy           | J2 League             | 18           | 0            | 0                     | 0                     | -             | -             | 18        | 0         |
| 2010                  | Tokyo Verdy           | J2 League             | 35           | 1            | 1                     | 0                     | –             | –             | 36        | 1         |
| 2011                  | Tokyo Verdy           | J2 League             | 24           | 1            | 1                     | 0                     | –             | –             | 25        | 1         |
| 2012                  | Ventforet Kofu        | J2 League             | 41           | 1            | 0                     | 0                     | –             | –             | 0         | 0         |
| 2013                  | Ventforet Kofu        | J1 League             | 32           | 2            | 2                     | 0                     | 2             | 0             | 0         | 0         |
| 2014                  | Ventforet Kofu        | J1 League             | 17           | 0            | 1                     | 0                     | 6             | 1             | 0         | 0         |
| 2015                  | Ventforet Kofu        | J1 League             | 1            | 0            | 0                     | 0                     | 0             | 0             | 0         | 0         |
| 2016                  | Ventforet Kofu        | J1 League             | 10           | 0            | 1                     | 0                     | 4             | 0             | 15        | 0         |
| Tổng                  | Tổng                  | Tổng                  | 210          | 4            | 8                     | 0                     | 16            | 1             | 234       | 5         |